# 圣母圣殿 (贝尔加莫)
45°42′11″N 9°39′44″E / 45.70306°N 9.66222°E
圣母圣殿（Basilica di Santa Maria Maggiore）是一个罗马天主教宗座圣殿，位于意大利北部城市贝尔加莫的主教座堂广场。
此处在8世纪就建有圣母堂，建在昔日的罗马神庙遗址上，该堂建于1137年。祭台在1185年祝圣。由于财政困难，工程耽搁。钟楼建于15世纪。
该堂保持了原有的罗马式希腊十字平面，但内部装饰主要为17世纪的巴洛克风格。堂内埋葬作曲家葛塔诺·多尼采蒂。

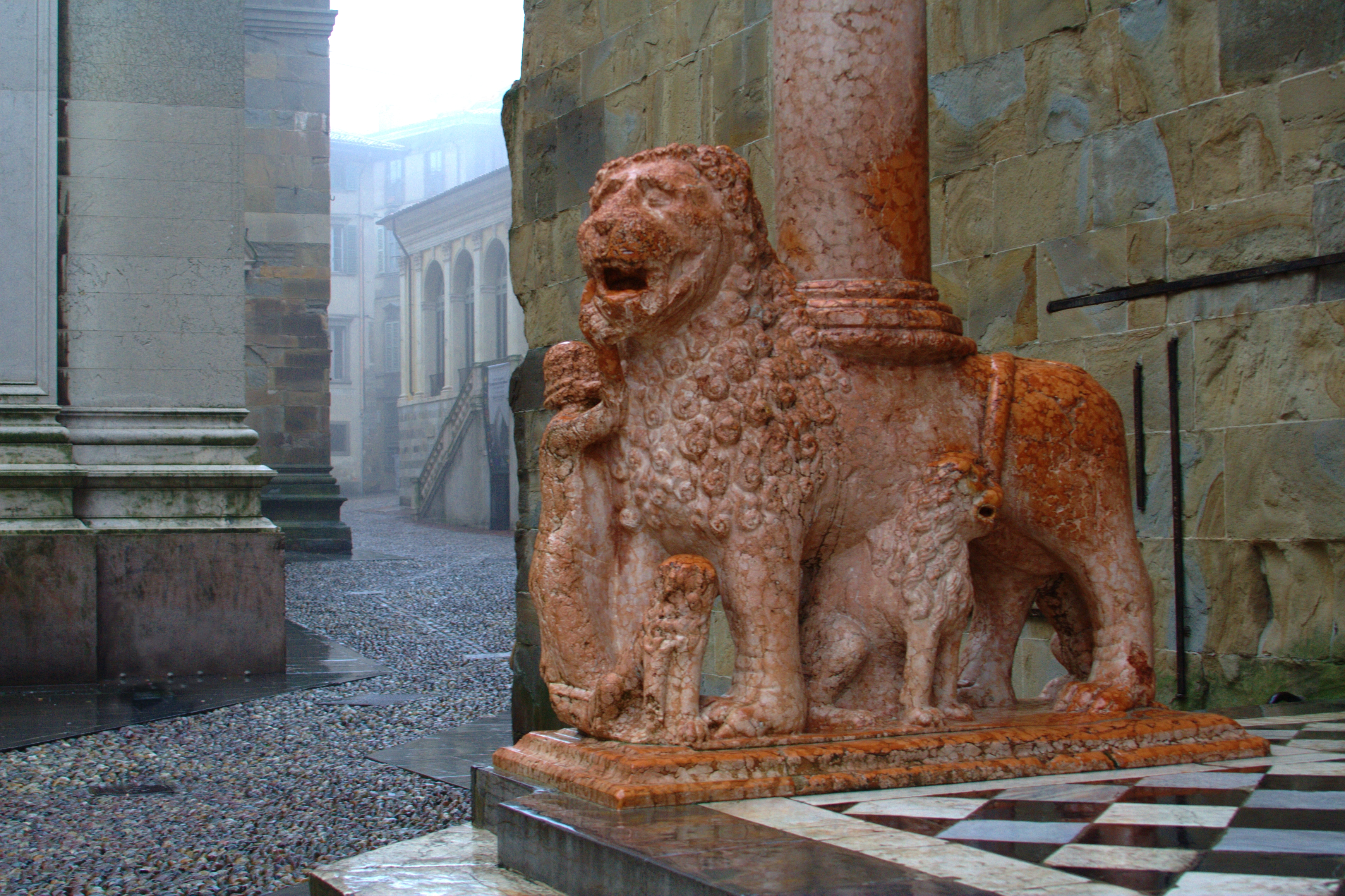
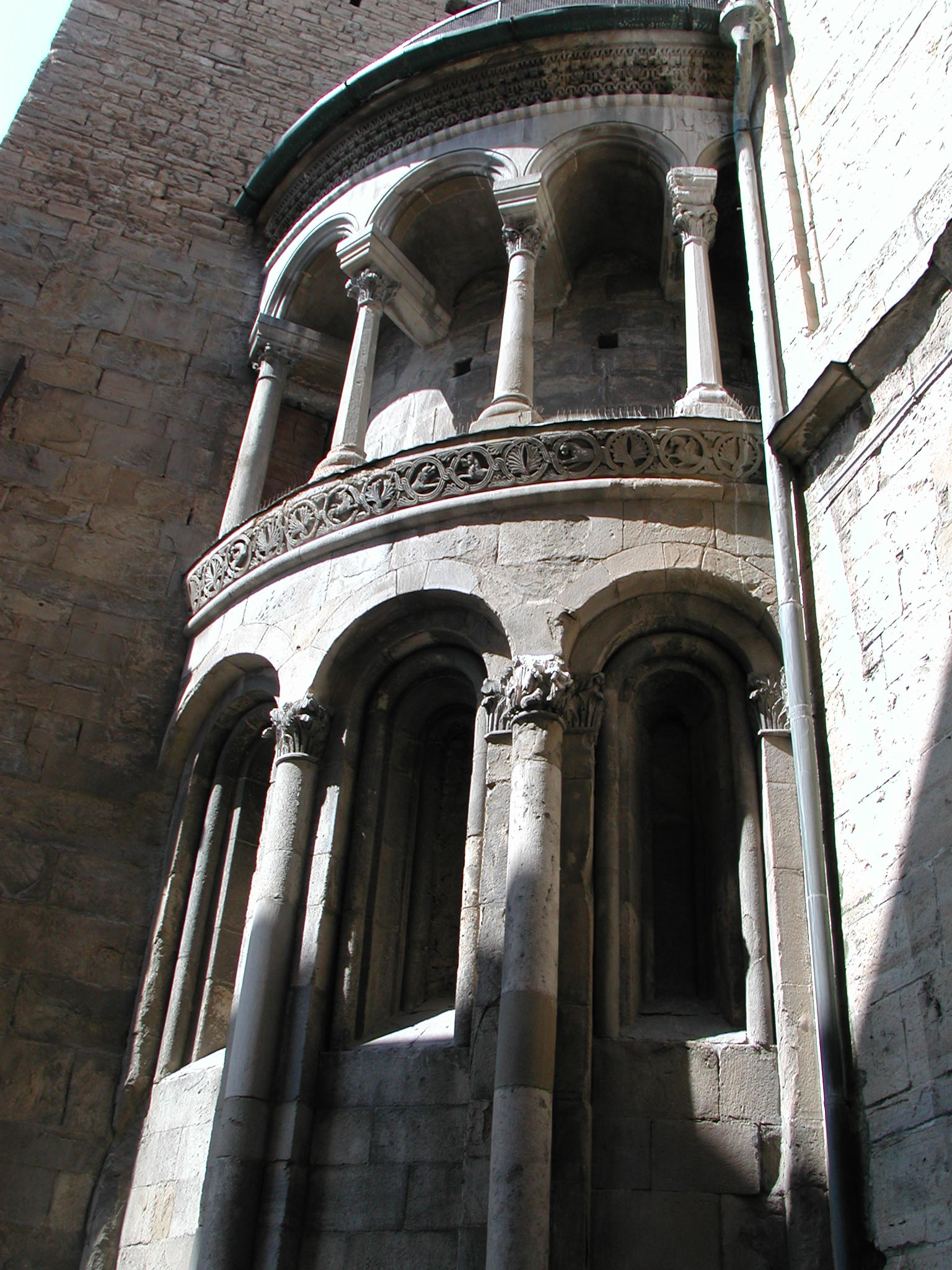
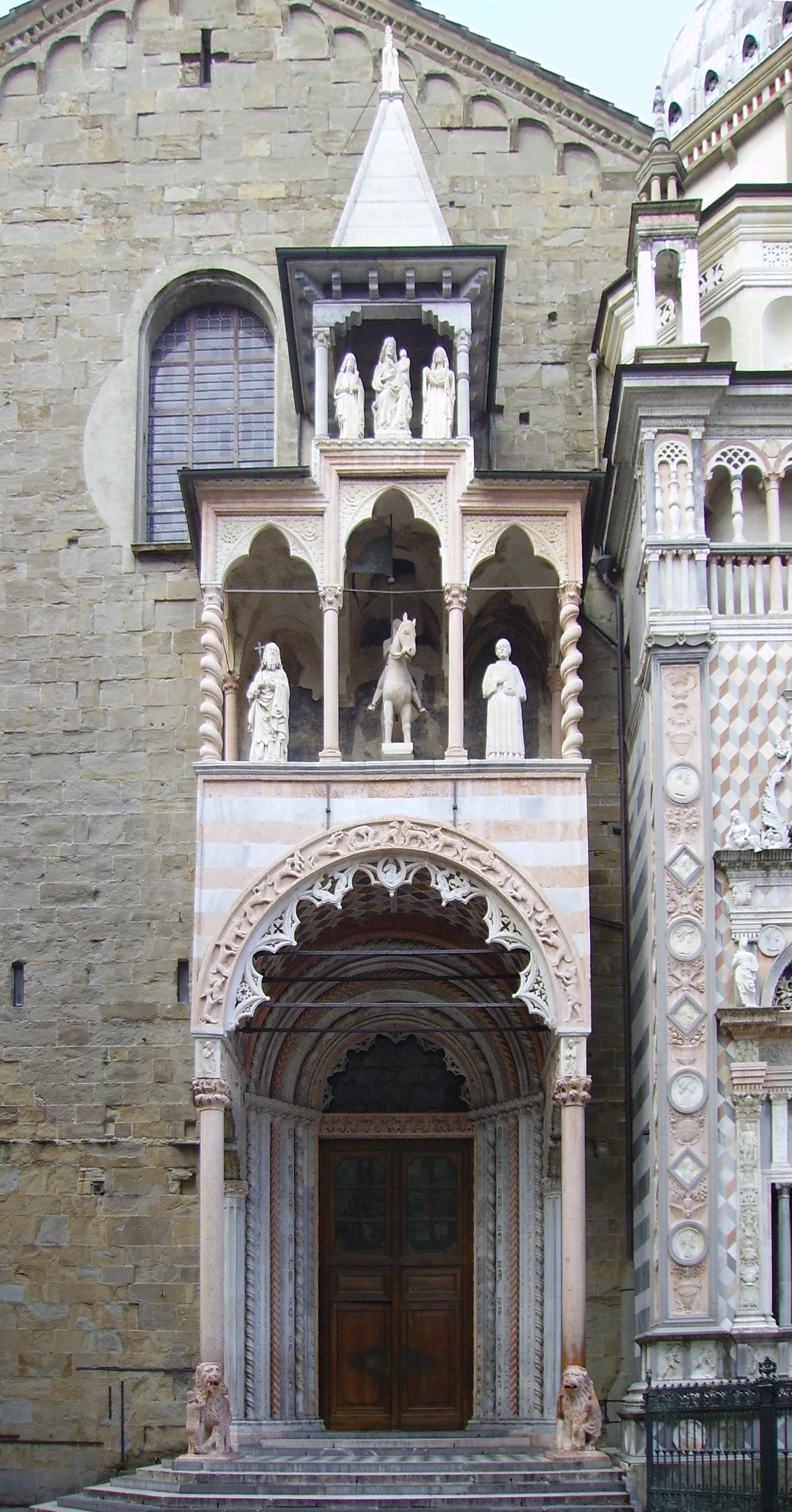
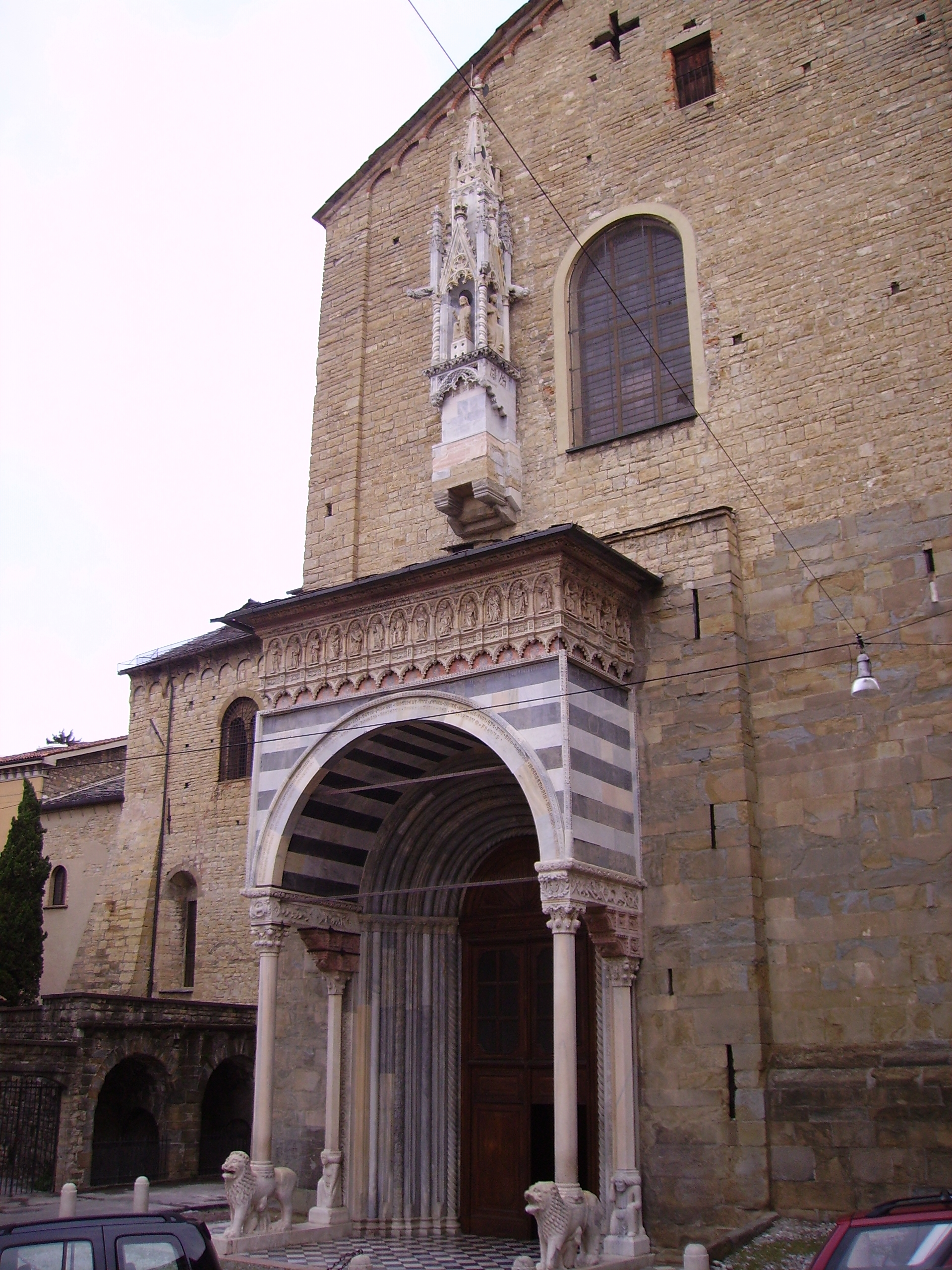
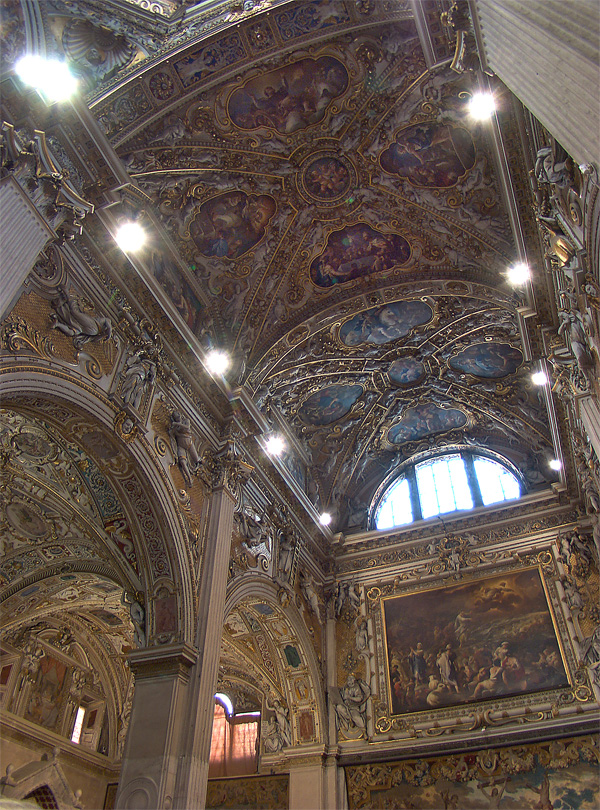